# NOVA資訊廣場
登峰國際股份有限公司（簡稱：NOVA資訊廣場），成立於1996年7月，是台灣第一家企業經營的集中式電腦賣場，創辦人兼董事長鍾瓊亮（Mico）。

## 簡介
以往在台灣雖有光華商場等電腦硬體販售聚集地，但因為缺乏規劃及管理而顯得雜亂。1996年7月，原來擔任補習班老師的鍾瓊亮利用其家族在台北市中正區館前路2號「館前商業大樓」（新光摩天大樓對面）的自有樓層，開始招商讓小型的電腦硬體販售業者進駐，成為一個完整的電腦賣場，這就是NOVA台北店。
1997年1月，NOVA台中店開幕。
1997年7月，NOVA高雄店開幕。
1998年4月，NOVA新竹店開幕。
1999年8月7日，NOVA中壢店開幕。
2006年5月，桃園店開幕。
2010年5月，嘉義店開幕。
2012年8月，台中東海店開幕。
2002年8月，免費月刊《NOVA情報誌》創刊。
2003年11月，NOVA舉辦第一屆「NOVA通路理想品牌票選」。
此一經營模式獲得成功之後，紛紛有其他業者效法成立：如服飾品牌NET邁入多角化經營所成立的T.T.Station資訊廣場，以及文魁資訊創辦人洪錦魁邁入多角化經營所成立的文魁數位時尚館（即今五鉄秋葉原）等等。
2010年代之後，由於網路購物興起、3C商品銷售利潤逐漸降低等因素，NOVA台北店及高雄店陸續結束營業。
2017年，NOVA在台灣有桃園市桃園區、桃園市中壢區、新竹市、台中市（英才店、東海店）、嘉義市六處賣場；在中國大陸的北京、上海、武漢、成都等地也設有據點。
2025年2月，NOVA高雄店於鳳山的文山特區籌備，NOVA重返高雄。

## 各分店概況

### 台灣

#### 台中市
| 分店名稱 | 地點                           | 成立日期      | 月人潮        | 營業面積 | 圖片 |
| -------- | ------------------------------ | ------------- | ------------- | -------- | ---- |
| 台中店   | 台中市西區英才路508號          | 1997年1月18日 | 約150,000人次 | 2000坪   |      |
| 東海店   | 台中市西屯區台灣大道四段1086號 | 2012年8月     | 約25,000人次  | 500坪    |      |

#### 新竹市
| 分店名稱 | 地點                  | 成立日期  | 月人潮       | 營業面積 | 圖片 |
| -------- | --------------------- | --------- | ------------ | -------- | ---- |
| 新竹店   | 新竹市光復路二段200號 | 1998年4月 | 約90,000人次 | 3000坪   |      |

#### 桃園市
| 分店名稱 | 地點                    | 成立日期      | 月人潮        | 營業面積 | 圖片   |
| -------- | ----------------------- | ------------- | ------------- | -------- | ------ |
| 中壢店   | 桃園市中壢區中正路389號 | 1999年8月7日  | 約90,000人次  | 2500坪   | 中壢店 |
| 桃園店   | 桃園市桃園區復興路99號  | 2006年5月20日 | 約100,000人次 | 1200坪   | 桃園店 |

#### 高雄市
| 分店名稱 | 地點                    | 成立日期      | 月人潮 | 營業面積 | 圖片 |
| -------- | ----------------------- | ------------- | ------ | -------- | ---- |
| 鳳山店   | 高雄市鳳山區文濱路138號 | 2025年5月16日 |        | 968坪    |      |

### 已結業分店

#### 台北市
- 敦南店[4]
- 台北店，1995年開業，2014年12月31日停業，現址為H&M台北站前店[1][2][5]

#### 嘉義市
- 嘉義店，2010年5月7日開業，2021年11月1日停業，現址為評好科技生活[6][7]

#### 高雄市
- 高雄中山店，1997年開幕。
- 高雄楠梓店，2012年12月29日開幕，2017年結束營業。

### 中國大陸

#### 上海
| 分店名稱   | 成立日期      |
| ---------- | ------------- |
| NOVA百腦匯 | 1998年5月23日 |

#### 北京
| 分店名稱           | 成立日期      |
| ------------------ | ------------- |
| NOVA百腦匯         | 1998年6月13日 |
| NOVA中關科貿電子城 | 2004年2月21日 |

#### 武漢
| 分店名稱   | 成立日期      |
| ---------- | ------------- |
| NOVA科技王 | 2002年8月31日 |

#### 成都
| 分店名稱  | 成立日期       |
| --------- | -------------- |
| NOVA@世界 | 2003年10月30日 |

#### 重慶
| 分店名稱   | 成立日期      |
| ---------- | ------------- |
| NOVA電通王 | 2006年6月30日 |

## 外部連結
- NOVA資訊廣場 （页面存档备份，存于）
  - NOVA資訊廣場的Facebook專頁
  - NOVA資訊廣場的Instagram帳戶
  - YouTube上的NOVA資訊廣場頻道
- NOVA資訊廣場桃園店簡介 （页面存档备份，存于）
- NOVA資訊廣場中壢店簡介 （页面存档备份，存于）
- NOVA資訊廣場新竹店簡介 （页面存档备份，存于）
- NOVA資訊廣場台中店簡介 （页面存档备份，存于）
- NOVA資訊廣場東海店簡介 （页面存档备份，存于）
- 台灣公司資料 （页面存档备份，存于）

## 資料來源
1. 1 2  . 三立新聞網. 2014-12-05  [2019-07-21]. （原始内容存档于2015-12-14）.
2. 1 2  . 好房網News. 2014-12-07  [2019-07-20]. （原始内容存档于2019-07-20）.
3. ↑  全國分店簡介 （页面存档备份，存于）.NOVA
4. ↑  . iThome. 2000-09-07  [2019-07-20]. （原始内容存档于2019-07-20）.
5. ↑  . 工商時報. 2015-11-20  [2019-07-20]. （原始内容存档于2019-07-20）.
6. ↑  . 大紀元 www.epochtimes.com. 2011-08-23  [2025-01-09]. （原始内容存档于2025-01-23） （中文（繁體））.
7. ↑  . 嘉義市政府建設處. 2019-06-05  [2025-01-09]. （原始内容存档于2025-01-23） （中文（臺灣））.